# Groupement d'intérêt communautaire des collectivités locales du département de Dagana
Le Groupement d'intérêt communautaire des collectivités locales du département de Dagana est une subdivision administrative mise en place en 1996 dans le cadre de la décentralisation, dans le département de Dagana, dans la région de Saint-Louis, au Sénégal.

## Origines
L’année 1996 marque une étape décisive la régionalisation, le transfert par l'État de neuf domaines de compétences aux collectivités locales et la suppression du principe de la tutelle a priori sur ces dernières au profit d’un contrôle de légalité a posteriori.
Ce processus est régi par un ensemble de textes normatifs : 
- les lois 96-06 du 22 mars 1996 portant code des collectivités locales[1],
- la loi 96-07 consacrant le transfert des compétences à ces collectivités locales,
- la loi 96-09 fixant l’organisation de l’administration territoriale.

Ainsi, une personnalité juridique et une autonomie financière sont dévolues à des circonscriptions dénommées « Collectivités locales » (CL) avec la consécration d’un certain niveau de responsabilité sur la gestion de leurs propres affaires.
La mise en place d’un cadre de concertation (CDC) s’inscrit dans un processus progressif de responsabilisation des acteurs locaux. Elle permet aux différents acteurs d’échanger et d’aborder les problématiques liées à la décentralisation, à la gestion et à la mise en œuvre des politiques publiques locales. C’est ainsi dans le cadre du programme de coopération (2007  2009) avec le département de Dagana, le Conseil Général du Nord a poursuivi et approfondi cette dynamique dans le cadre du volet « appui à la décentralisation » de son accord de coopération. 
L'installation du cadre de concertation de Dagana visait par ailleurs à faciliter la mise en œuvre de ce projet. Ce cadre a été le lieu d’identification des besoins en formation des élus locaux car elle constituait une priorité du Gouvernement Sénégalais.
Toutefois, selon les dispositions prises à l’article 239 de la loi 96-06 du 22 mars 1996 portant code des collectivités locales qui stipulent que plusieurs communautés rurales peuvent décider de constituer entre elles, ou avec une ou plusieurs communes, un Groupement d’Intérêt Communautaire. C’est ainsi que les conseils respectifs des communautés rurales et des communes du département de Dagana, manifestent, après en avoir délibéré, la volonté d’exploiter avantageusement ces dispositions législatives précitées, en vue de créer un Groupement d’intérêt communautaire (GIC) conformément à l’article 240 du code des collectivités locales.
La création de ce GIC offre un cadre à l’échange à la solidarité inter-communautaire en vue de renforcer les synergies territoriales

## Composition
Le Groupement d'intérêt communautaire de Dagana est composé de 11 collectivités locales dont 

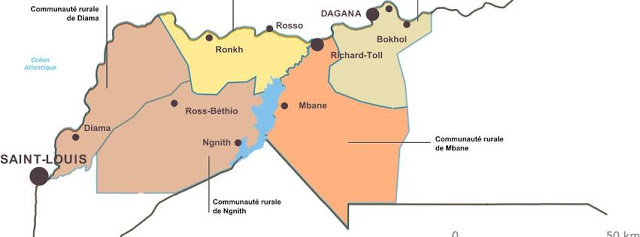
Carte GIC : 6 Communes (Dagana, Gaé, Ndombo, Richard-Toll,Ross-Béthio, Rosso Sénégal) et
5 Communautés rurales (Bokhol, Diama, Mbane, Ngnith, Ronkh)

- 6 communes :

Dagana
Gaé
Ndombo
Richard-Toll
Ross-Béthio
Rosso Sénégal
- 5 communautés rurales :

Bokhol
Diama
Mbane
Ngnith
Ronkh

## Objectifs
Dans ce contexte, il apparaît clairement que les objectifs de la création d’un Groupement d’Intérêt Communautaire dans le Département de Dagana, peuvent être systématisés en quatre points :
- Renforcer la dynamique de coopération entre les collectivités locales du Département de Dagana : rendre effectif l’intercommunalité de projet est l’un des objectifs majeurs visés à travers la création d’un GIC. Il s’agira de développer un esprit de concertation, de dialogue et des formes de coopération sur des problématiques de développement concernant deux ou plusieurs collectivités locales.

- Créer un cadre juridique favorable à la mise en œuvre des actions de développement intercommunautaire : la mise en place d’un GIC répond à un souci de se conformer aux textes et lois sur la décentralisation qui ne reconnaissent pas le cadre de concertation comme une structure institutionnelle formelle et reconnue à l’échelle départementale. De même, la fragilité institutionnelle du CDC a un impact considérable sur sa capacité d’action et de prise de décision  et constitue ainsi un facteur limitatif à la pleine efficience de la coopération intercommunale dans le Département.

- Accroître les investissements dans le Département par une mobilisation de ressources financières supplémentaires : contrairement à une collectivité locale, les volumes de financement du GIC sont de loin beaucoup plus importants. Le GIC porte, en effet, des projets communautaires structurants dont les effets sont plus perceptibles sur le quotidien des populations locales.

- Augmenter le pouvoir de négociation des élus du Département avec l’État et les partenaires au développement : cela renvoie à une amélioration de la capacité de lobbying et de plaidoyer des collectivités auprès des acteurs centraux et des partenaires au Développement  dans le but ultime d’attirer des financements et de faciliter les procédures et démarches sur les questions concernant les différentes collectivités locales. Un meilleur accès aux ressources du BCI pourrait être imaginé,

- Améliorer l’efficience d’action par une meilleure mobilisation des services techniques départementaux et régionaux et par une meilleure prise en charge des questions transversales dont la résorption nécessite discussion, concertation et cofinancement entre plusieurs collectivités.

- Promouvoir et prendre en charge les préoccupations de développement durable à l’échelle départementale qui parait être un enjeu de taille dans le Département de Dagana vu les tendances à la dégradation de l’environnement qui s’y confirment. Cette volonté expresse du GIC de faire de la promotion du développement durable une priorité se matérialisera par la construction d’un hôtel communautaire qui prendra les allures d’un bâtiment développement durable.

## Partenaires
- Partenaires institutionnels
Services techniques régionaux et départementaux de l’État (ARD, CR, SRAT, SRS, SRADL, SDADL, etc.)
Les élus des CL membres du CDC
- Partenaires techniques financiers
Le CGN (Conseil Général du Nord)
Les opérateurs de la coopération décentralisée 
Le Partenariat, Ch’tiTeranga, Xippi
Les partenaires au développement (PACR, etc.)